# عبد الله بن علي الرشيد
الأمير عبد الله العلي الرشيد الجعفر الشمري (1790 - 1847م) المؤسس الاول إمارة جبل شمر في حائل سنة 1834م / 1251هـ، ظهرت بداية نبوغه بعد اعتداء قبيلة عنزة على بادية الجبل وقيامه مع 150 من رجال القبيلة بمنع تلك الاعتداءات وإبعاد عنزة من بادية الجبل، مما أدى إلى خوف أمير حائل منه فنفاه مع أخوه عبيد من حائل، فتوجه عبد الله إلى العراق، وانضم إلى جيش العقيلات في بغداد، وكون صداقة مع صفوق الجربا حيث اكتسب سمعة لشجاعته في حماية القوافل، فأرسل إليه تركي بن عبد الله آل سعود فأصبح عبدالله من خواص ابنه فيصل. وكان له دور مهم في استرداد فيصل بن تركي الحكم بعد مقتل والده سنة 1250هـ / 1834م، فكان أحد الأربعين الذين هجم بهم الإمام فيصل على مشاري، وأول من تسلق القصر،
فكان الثواب بأن ولاه حكم جبل شمر وحائل بإسم الدولة السعودية الثانية. وفي سنة 1253هـ/1837م أرسل محمد علي باشا حملة عسكرية بقيادة محمد خورشيد باشا، فاستسلم فيصل آل سعود لتلك الحملة وأُرسِل إلى مصر، فتمكن عيسى آل علي بمساعدة القوات المصرية في خلع عبد الله ابن رشيد الموالي لفيصل بن تركي، ففر عبد الله من حائل ودخل عيسى حائل دون مقاومة في 1253هـ/1837م وأصبح أميرًا عليها. ولكن تمكن ابن رشيد من العودة والاستيلاء على حائل وطرد عيسى. وتمكن عبدالله بن علي الرشيد في ظروف سياسية صعبة من أن يحكم في حائل ويؤسس إمارة خاصة بإسرته في جبل شمر. وأرسى علاقات وثيقة مع الرياض ومع الدولة المصرية، وبدأ بتثبيت أركان إمارته، فتوسع على حساب المناطق المجاورة لها شرقًا وشمالًا. وقد اشتهر في حكمه الأول باسم عبد الله آل علي واستمر ذلك إلى أن أخرجه الأمير عيسى آل علي من حائل، ولكن بعد عودته الثانية لحكم الجبل أصبح يعرف باسم عبد الله بن رشيد، واستمر ذلك لقب الأسرة.
وذكر فالين أن عبد الله بن رشيد يملك مجموعة ثمينة من الخيول، وعددها حوالي 200 حصان موزعة في مختلف أنحاء إمارته، ومن عادته أنه يهدي اثنين منها إلى والي المدينة المنورة التركي مع قدوم الحجاج إليها، وكذلك حصانين إلى والي مكة، وقد يهدي أحيانا إلى والي بغداد، والهدف هو توثيق العلاقات فيما بينهما لدعم هجرات أعداد من جبل شمر إلى جنوب العراق في سنوات القحط، ولدعم مجيء التجار من جنوب العراق إلى جبل شمر لدعم الاقتصاد في الجبل.
ووصفه الفاخري في تاريخه: «كان صارمًا مهيبًا، أرجف الأعراب بالغارات حتى خافه قريبهم وبعيدهم.» ووصفه آل عبيد في كتابه النجم اللامع للنوادر جامع: «كان عبد الله ابن رشيد عاقلا حليما شجاعًا كريمًا قد اجتمعت له خصال كثيرة كلها حميدة.» وقال عنه الرحالة فالين بأن فطانة عبد الله ونشاطه وبسالة أخيه عبيد وإقدامه قد أعطت شمر المكانة التي لهم حتى استطاعوا على قلة عددهم نسبيا أن يتغلبوا على البدو والقرى في الجوار، وبالأسلاب التي غنموها من غزواتهم مضافة إلى أملاك صالح آل علي وأعوانه التي صادروها، صارت قبيلتهم من أعظم القبائل وأشدها نفوذًا. بالإضافة إلى شجاعته ورجولته وعدله وعلى قساوته أحيانا، ومحافظته على وعده وعهده، ولم يعرف عنه أنه نكث وعدًا أعطاه، كذلك حسن ضيافته وكرمه على الفقير.

## أسرته
هو عبد الله بن علي بن رشيد بن حمد بن خضير بن خليل بن جاسر بن علي بن عطية، ويعود نسب أسرة آل رشيد إلى فخذ الجعفر من عبده من قبيلة شمر العائدة إلى قبيلة طيء، ويلتقي نسبه مع أسرة آل علي حكام حائل قبل أن يستلم المنصب في علي بن عطية، حيث كانت أسرته تعرف بـ(آل علي) قبل توليه الحكم، واستمر تلقبهم بذلك إلى سنة 1253هـ/1838م عندما عاد عبد الله للحكم مرة أخرى، فأصبح يعرف بعد الله بن رشيد، واستمر ذلك لقبهم. وكان والده علي بن رشيد صاحب دين وورع وكرم، وصديقًا للأمير محمد بن عبد المحسن، ولم تكن لديه أي رغبة او طموح في منافسته على زعامة القبيلة الفردية. وقد اختلفت المصادر حول مهنة والده علي ابن رشيد، فبعضها ذكرت أنه كان يعمل جابيا لزكاة البادية الشمالية لسعود بن عبد العزيز آل سعود، فيما ذكرت مصادر أخرى بأنه كان يعمل فلاحًا بسيطًا، ولا يوجد تعارض من مزاولة تلك المهنتين في آن واحد، وكذلك لا يوجد تعارض بين علاقته مع الأمير محمد بن عبد المحسن وعمله بالزراعة أو جباية الزكاة، بل أن عمله في جباية الزكاة كان يقربه من الأمير، فضلاً عن صلة القرابة بين الأسرتين، وقد توفي علي كفيفًا سنة 1240هـ/1824م.
ولعلي أخٌ اسمه «جبر» يعمل كاتبًا عند سعود بن عبد العزيز بالدرعية، فكان صاحب همة وذو مكانة مرموقة عند الإمام، فكان كبير كتابه وأبرز وزرائه، حتى أنه قال لعماله الذين في الأقاليم:«إذا ورد عليكم كتاب فيه إسمي، وهو بخط جبر بن رشيد يكون يعمل فيه ولو مافيه مهر». ومكنه من أسرار وخفايا الحكم، وأطلعه على أمور تخفى حتى على أبنائه، ووصفه موظفو الدولة العثمانية بمدبر أمر آل سعود. وقد حرص العثمانيون على القبض عليه بعد أن أفادهم الإمام عبد الله اثناء التحقيق معه في اسطنبول حول الكنوز الموجودة في قبر النبي محمد ﷺ، بأنه لاأحد يمكن أن يفيدهم بذلك سوى جبر الذي عده سر أبيه. وذكر ابن بشر أن جبر ابن رشيد قد انتقل إلى رأس الخيمة بعد استسلام عبد الله بن سعود لإبراهيم باشا سنة 1234هـ/1818م. كما ذكر أنه هرب مع من هرب من تلك المدينة عندما هاجمها البريطانيون سنة 1235هـ/1820م. وهذا يدل على علو شأن علي وجبر آل رشيد، حيث كان الأول عاملًا لسعود والآخر كاتبًا له، مما يعني أن تلك الأسرة لم تكن مغمورة من الناحية الاجتماعية بل كانت لها مكانتها، وازدادت شهرتها بعد تأسيس الإمارة على يد عبد الله وشقيقه عبيد.
أما والدة «عبد الله بن علي» فهي علياء عبدالعزيز الحميان من إحدى كبار أسر حائل. وقد ولد عبد الله بن علي سنة 1204هـ/1790م، حيث نشأ تحت رعاية والديه مع إخوته عبيد وعبد العزيز وشقيقتهم نورة في حائل. تزوج في شبابه من سلمى بنت محمد بن عبد المحسن آل علي (حاكم حائل حتى 1818)، وأمها شماء بنت عيسى العنين من القوعة من آل رياء من الجعفر فأنجبت له متعب الأول وبه يكنى، وقد توفي صغيرا وأنجبت الأمير محمد الحاكم الخامس لآل رشيد. ثم تزوج من ابنة عمه «منيرة الجبر» فأنجبت له طلال ومتعب.

### إخوته
أنجبت علياء من علي بن رشيد كلاً من عبد الله وعبيد العضد الأيمن لعبدالله الذي لازمه في حله وترحاله ومعاركه وإمارته، أما الابن الثالث فكان عبدالعزيز الذي شهد مع أخيه عبدالله معركة في الحلّة بالعراق وتوفي بها سنة 1229هـ كما ذكر ذلك أحمد بن فهد العريفي فيما عنونه ب«ملاحظات على كتاب رحلة إلى بلاد نجد»، وربما كان ذلك حين رحل الأمير عبدالله وعبيد إلى (العراق)، ثم أن علياء أنجبت ابنتها نورة التي هي عزوة آل رشيد وقد تزوجت من آل جربا كما يذكر ضاري بن رشيد في نبذته التاريخية. وأضاف ابن عقيل الظاهري لأبناء علي بن رشيد من زوجته علياء كلاً من سليمان ورشيد، أما سليمان الدخيل فذكرهم في مشجرة آل رشيد المعنونة ب«القول السديد في أخبار إمارة آل رشيد» أنهم ثلاثة هم: عبدالله وعبيد ورشيد، في حين ذكرهم حمد الجاسر في «جمهرة أنساب الأسر المتحضرة في نجد» على النحو التالي عبدالله وعبيد وجبر، أما أحمد بن فهد العريفي فقد خلص إلى القول إن أبناء علي بن رشيد من زوجته علياء هم: عبدالله وعبيد وعبدالعزيز فقط. وتقول الدكتورة دلال الحربي وفقاّ لما ذكره العريفي في «ملاحظات على كتاب رحلة إلى بلاد نجد» إن ثمة روايات لبعض الباحثين تزعم أن علياء تزوجت بزوج آخر من أسرة آل جراد التميمية النسب، وأنجبت له ولداّ قتل في معركة بقعاء سنة 1257هـ/1841م، وقالت:إلا أن هؤلاء الباحثين لا يحددون إن كان زواجها هذا كان قبل زواجها من علي بن رشيد أم بعد وفاته، مضيفة:«أن علياء وأسرتها المكونة من زوجها وأبنائها عاشوا في بداية أمرهم - كما يبدو - حياة بسيطة».

## بدايته

### النزاع مع عنزة
أثرت هجرة مطلق الجربا وأتباعه إلى العراق سنة (1205هـ/1790م) في إضعاف القبيلة في جبل شمر، إلا أن قوتها عادت إليها بانضمام إمارة آل علي تحت الحكم السعودي فازدادت هيبتها بين القبائل المجاورة لها في عهد محمد بن عبد المحسن. ولكن سقوط الدرعية ومن ثم مقتل «محمد بن عبد المحسن» سنة 1233هـ/1818م خلق ضعف سياسي في المنطقة أدى إلى تجرأ سعدون العواجي شيخ فخذ العواجية من قبيلة عنزة بالتقدم نحو الشمال الشرقي ناحية مراعي جبل شمر سنة 1236هـ/1820م. فحصل اختلاف في الرأي داخل قبيلة شمر، فمنهم من يرى مواجهة عنزة، والآخر يرى طلب النجدة من شمر الجزيرة لاستعادة الأراضي وإبعاد قبيلة عنزة. وكان على رأس من قرر البقاء مفتاح الغيثي الذي أعلن المواجهة ولو بأتباعه من الدغيرات، فوافقه على ذلك مسلط التمياط وعدوان بن طوالة، فبدأوا بتنظيم صفوفهم واستلم القيادة الميدانية مسلط بن مشل التمياط شيخ التومان من شمر. وذهب وفد منهم إلى أمير الجبل صالح بن عبد المحسن يطلبون منه المشاركة، ولكن كان رده سلبيًا فرفض التدخل وأيضًا رفض مشاركة رجال حاضرة جبل شمر في المعركة. وعندما ذهب الوفد إلى عبد الله وعبيد أبناء علي الرشيد اللذان يعدان من أقوى المعارضين لموقف أمير الجبل، وكان يعملان في مرافقة القوافل التجارية لحمايتها، فلم يخيبا ظنهم حيث تسللا ومعهما 150 رجلا لمساعدة بادية شمر. والتقى الطرفان حيث قاد عنزة سعدون العواجي وقاد شمر كلا من مسلط التمياط وعدوان الطوالة ومفتاح الغيثي في معركة سميت بمناخ ظفرة، وتبعد عن حائل مسافة ست ساعات، فكان الأهالي يسمعون أصوات رمي البنادق في ظفرة. وكانت نتيجة المعركة انتصار شمر وحماية الجبل وباديته من غزو عنزة إليه مرة أخرى.

### بروزه ومحاولة اغتياله
أظهرت تلك المعركة الأخوين بمظهر المنقذين للجبل من غزو القبائل الأخرى، مما أكسبهما تأييد ومناصرة أهالي جبل شمر بادية وحاضرة، وأظهرت في نفس الوقت ضعف الأمير صالح. فبدأت بوادر نزاع بين أبناء علي بن رشيد اللذان قادا المعارضة وبين أبناء عمومتهم آل علي، فتوجس الأمير وحاشيته من عبد الله بن رشيد، فقرر التخلص منه، وكلف أحد عبيده يدعى ابن عبيد الله لقتله، فكمن ابن عبيد الله ومعه مجموعته لعبد الله، ولكنه تمكن من النجاة من الكمين وأن يغتال ابن عبيد الله. هنا أدرك خطورة بقائه حيث نصحته زوجته سلمى بنت عبد المحسن آل علي بالهروب خوفًا عليه. فخرج الأخوين (عبد الله وعبيد الله) مع والدتهما إلى قرية فيها أهل والدتهما، وبقيا مختفين في بعض القرى التابعة لحائل. وهناك رأي آخر يذكر أن نزاعا نشب بين أبناء علي ابن رشيد وآل علي سنة 1236هـ/1820م بعد ان حاول عبد الله بن رشيد الاستيلاء على كرسي الإمارة بمعاونة أقاربه الكثيرين ذوي النفوذ، فنشب صراعًا تمكن فيه أمير الجبل من السيطرة على الوضع، فنفى عبد الله وعبيد من الجبل. ولا يعرف السنة بالضيط التي وقع فيها النزاع المباشر بين آل رشيد وآل علي، ولكن أقرب الآراء تذكر أن النزاع بدأ بعد خروج القوات المصرية العثمانية من نجد سنة 1236هـ/1821م. 

### خروجه إلى العراق
خرج عبدالله بن رشيد ليلًا ومعه زوجته (منيرة الجبر) ابنة عمه وهي في شهورها الأخيرة من الحمل، وخرج معه مجموعة من شباب حائل منهم: أخواه عبيد وعبد العزيز وغيرهما، وخرج الجميع إلى شمال حائل في مكانٍ يُقال له (الوقيد) حيث وجدوا كلاً من: عبيد بن رشيد وعلي القبالي وابن سبهان في انتظارهم ومعهم الركائب والزهاب والماء كما خطط لهم عبدالله بن رشيد. سار الجميع متجهين إلى بلدة (جُبة) شمال حائل، وبقوا في ضيافة أهالي جُبة. وبعدها توجهوا شمالاً إلى (حفر الرخيص) التي تبعد عن جُبة (60 كيلاً) وقد أكرمهم الشيخ عيادة ابن رخيص ومن ثم واصلوا سيرهم إلى (الجوف) ونزلوا عند الضويحي الذي اكرمهم. وفي الجوف بقي كل من: عبيد بن رشيد وعلي القبالي وابن سبهان وزوجة عبدالله بن رشيد التي وضعت حملها في بيت الضويحي فأنجبت طفلاً أسموه (متعب) لِما تعرضوا له من التعب، أمَّا عبدالله ورفاقه ومنهم زيد الخشيم فقد واصلوا رحلتهم إلى العراق. أما عبيد فقد اختبأ مع أسرتيهما في منطقة الجبل. في حين دخل عبد الله العراق العثماني في عهد الوالي داود باشا، ونزل جزيرة شمر عند الأمير صفوق الجربا. ثم انضم إلى الجيش العقيلي التابع لداود باشا في نهب الحلة سنة 1241هـ/1825م. فأضحت لديه لفترة من الوقت زعامة عقيلات شمر -أصحاب القوافل- فترأس القوافل التجارية مابين جبل شمر وجنوب العراق قبل عودته إلى نجد، وذلك كان سنة 1241هـ / 1826م. وفي ربيع الآخر 1247هـ / سبتمبر 1831م سقطت بغداد بيد العثمانيين، وتولى واليها الجديد علي رضا باشا شؤون المدينة. وخلال ذلك المرحلة دخلت قوات من شمر ومن بني عقيل السراي الحكومي ومن ضمنهم عبد الله آل رشيد الذي أعجب صفوق الجربا بشجاعته وبطولته التي مكنته من أخذ سيف الوالي العثماني المسمى (الصرخة)، وقيل استحوذ على غزال من ذهب أهداه للإمام تركي عند ذهابه للرياض.

## انضمامه إلى الدولة السعودية الثانية
أثناء إقامة عبد الله بن رشيد في العراق قويت علاقته مع سويد بن علي، وأصبح للرجلين سمعة لشجاعتهما وحراستهما للقوافل التجارية القادمة من العراق إلى نجد، وصلت تلك السمعة إلى الإمام تركي بن عبد الله مؤسس الدولة السعودية الثانية الذي أرسل إليهما ليكونا من رجاله، فأصبح سويد بن علي من رجال الإمام تركي وعبد الله بن رشيد مع ابنه فيصل، ومن المرجح أن عودة عبد الله بن رشيد من العراق إلى نجد كانت في سنة 1247هـ أو في بداية 1248هـ / 1832م، ومن المرجح أيضًا أن التحاقه بالإمام تركي بن عبد الله في الرياض كانت بعد وصوله.

### اغتيال تركي آل سعود
عندما كان فيصل بن تركي في إحدى غزواته في القطيف سنة 1249هـ/1834م قدم إليه أحد مماليك والده وأخبره بمقتل أبيه الإمام تركي في مؤامرة دبرها ابن أخته مشاري بن عبد الرحمن الذي أجبر أهالي العاصمة على مبايعته بالحكم، وكان معه عبدالله بن رشيد الذي طلب منه أن يترك القطيف والأحساء ويعود إلى الرياض فورًا قبل أن يتمكن مشاري من تجميع قوته وتحصين نفسه في الرياض، لأنه إذا حدث ذلك فإنه سيكون من الصعب استعادة الرياض والقضاء على مشاري، وفوق هذا يجب أن يكون الخبر سرًا. فوصلها بعد مقتل أبيه بثمانية عشر يومًا فقط. وما أن رآه حرس أبراج المدينة حتى ساعدوا أتباعه في الدخول إليها. وبدخولهم الرياض أصبح مشاري بن عبد الرحمن محاصرًا في قصر المصمك. وقد هرب بعض المحاصرين بعد عشرين يومًا من الحصار وأخبروا أتباع فيصل بأن الرعب دب في قلوب المحاصرين، وبعدها بيومين طلب سويد بن علي -صديق ابن رشيد القديم- وكان محاصرًا في القصر الأمان على نفسه وماله ومن في القصر عدا من باشر بقتل الإمام تركي أو ساعد في قتله. وعندما وافق فيصل على ذلك أدليت الحبال من القصر فتسلقها أربعون رجلا، وكان عبد الله بن رشيد واحدًا منهم، وقد نجح اولئك في قتل مشاري بن عبد الرحمن وخادمه إبراهيم بن حمزة الذي قتل الأمير تركي، والذي قتله عبد الله بن رشيد بعد أن أصابه في كتفه، وكان ذلك في 11 صفر 1250 هـ / 18 يونيو 1834م. وقد لعب عبد الله بن رشيد دورًا فعالا في التخطيط والتنفيذ، ونجاحه زاد من مكانته عند الإمام فيصل بن تركي بدرجة كبيرة وقصر المسافة الزمنية بينه وبين الحصول على إمارة جبل شمر.

### حكم حائل أول مرة
سر فيصل بشجاعة عبدالله بن رشيد ولما رأى جراحه قال له: لك مني ماتريد، فقال عبد الله: أريدك أن تؤمرني على حائل، وأن تكون لذريتي من بعدي، فأجاب فيصل لطلبه. ولكن ذلك التعيين لم يأت مباشرة لمتانة العلاقة بين صالح بن عبد المحسن وحكومة الإمام فيصل بن تركي، بالإضافة إلى حساسية تلك المهمة -عزل أمير وتعيين آخر مكانه- وتأثيرها على باقي المناطق الخاضعة لحكمه. واختلفت الروايات حول كيفية استلام عبد الله بن رشيد الحكم، فقال ابن بشر:«وفي هذه الغزوة -غزوة الإمام فيصل لمنطقة الشعراء- وهو في ذلك المنزل عزل صالح بن عبد المحسن بن علي من إمارة الجبل، واستعمل فيه أميرًا عبد الله بن رشيد» وجرى ذلك الأمر أواخر 1250هـ/1835م وقيل بداية السنة التالية لها. إلا أن هناك وثيقة مؤرخة بتاريخ 1250/5/29هـ موجهة من القاضي الشيخ عبد الله بن خزام إلى الأمير عبد الله بن رشيد بشأن إصدار حكم نهائي حول نزاع على ملكية أرض، مما يثبت أن تعيين عبد الله بن رشيد كان قبل ذلك الزمن، وهذا يعني أن التعيين كان بعد 11 صفر 1250هـ / 18 يونيو 1834م وقت سقوط الرياض وقبل 29 جمادى الأول 1250هـ / 2 أكتوبر 1834م تاريخ وثيقة القاضي. وقد ذكر الزعارير من أن ابن بشر وضاري الرشيد لم يذكرا في كتبهما أن فيصل عين ابن رشيد على الجبل مكافأة له على شجاعته في قتل مشاري. إلا أن المصادر الحديثة اعتبرت مقتل الإمام تركي هي من أتت بآل رشيد إلى الجبل.
نتج عن تعيين عبد الله بن رشيد أميرًا على جبل شمر خروج صالح بن عبد المحسن مستاءًا من تصرف الإمام فيصل إلى المدينة ومعه إخوته الثلاثة، وقيل أنه توجه نحو العراق أولا ليطلب المساعدة من شمر الجزيرة الذين كانت علاقتهم سيئة مع آل سعود، ولكنه غير رأيه فتوجه نحو المدينة، فلحق بهم عبيد الرشيد في السليمي فقتلهم ولم ينج منهم سوى عيسى آل علي. فاطمئن الأمير عبد الله بن رشيد بعد تخلصه من صالح بن عبد المحسن واستحواذه على حكم الجبل لوحده، ولكن سرعان ماطرأ على تلك الطمأنينة وكدرها، وذلك في سنة 1251هـ/1835م عندما أرسل والي مصر محمد علي باشا حملة عسكرية بقيادة إسماعيل آغا ومعه الأمير خالد بن سعود لتنصيبه قائمقام نجد، ولكن قوات فيصل هزمتها في معركة الحلوة، فأرسل محمد علي باشا حملة ثانية سنة 1253هـ/1837م بقيادة محمد خورشيد باشا، فاستسلم الأمير فيصل لتلك الحملة وأُرسِل إلى مصر ومعه أبناؤه وإخوته في رمضان 1254هـ/نوفمبر 1838م.

## تحت حكم الدولة المصرية

### عزله ثم عودته لحكم حائل
أتت الفرصة لعيسى آل علي ليسترد ملكه فاجتمع مع إسماعيل بك قائد القوات المصرية في عنيزة طالبًا مساعدته في خلع ابن رشيد الموالي لفيصل بن تركي، فوجدها إسماعيل بك فرصة ذهبية للتخلص من حليف ابن سعود، وتمكين عيسى للحكم كي يسهل عليه السيطرة على منطقة جبل شمر ووضعها تحت إدارة موالية للنظام الجديد في نجد الخاضع لحكم محمد علي. فأرسل إسماعيل بك يوم 17 محرم 1253هـ/أبريل 1837م فرقة عسكرية من 400 فارس من رجال الحملة بقيادة إبراهيم المعاون وعيسى بن علي (إسميا) وأهل 100 بعير بقيادة أمير عنيزة يحيى بن سليمان إلى حائل، وكان في نية القادة مباغتة ابن رشيد والقبض عليه ليأمنوا تحركاته، إلا أن الخبر وصل إليه وتمكن من الهرب مع بعض اتباعه والتجأ في وادي جبة عند ابن رخيص، ودخل عيسى آل علي حائل دون مقاومة في نهاية محرم 1253هـ/مايو 1837م وأصبح أميرًا عليها. وبعد أن استقر بالحكم أرسل فرقة ابراهيم المعاون بحثًا عن ابن رشيد للقضاء عليه، وعند وصول الأخبار بقدوم الفرقة إلى جبة لجأ عبد الله إلى مصيخ بن فرحان الذي قام بإخفائه. كان ابن رشيد يدرك تمامًا أن الأمور في الجبل لن تستقيم طويلا لخصمه، فلم ييأس وظل يتحين الفرصة لاسترجاع الإمارة، فجائته الفرصة عندما خرج إبراهيم المعاون من حائل مع جيشه ولم يبق مع عيسى سوى 100 جندي نظامي فقط. فانتقل عبد الله من جبة إلى بني تميم في قفار ونزل مع رجاله عند صاحبه القديم زيد الخشيم حيث بقي فيها مدة واتخذها عاصمة له، فراسل مؤيديه في حائل الذين بدأوا يتصيدون رجال عيسى الأجانب فيخطفونهم ويقتلونهم، وبعدها سطا على عيسى وأخرجه من القصر، وقد قتل من البلد رجالًا ونهب أموالًا. وقيل أنه لما استفحل القتل بالعسكر خرجوا من المدينة، وفر عيسى لاجئا عند ابن طوالة شيخ فخذ الأسلم، ورجع عبد الله إلى الحكم واستتب له الأمر.

### علاقته بالقوات المصرية
عندما قدم خورشيد باشا إلى نجد على رأس قوة عسكرية من المدينة سنة 1253هـ/1837م، قابله عبد الله في المستجدة وقدم له الهدايا الثمينة وأعلن تبعيته لوالي مصر طالبًا مساعدته في تحييد خصمه، فوافق الباشا على مناصرته بدلا عن عيسى، ولكن طلب أن يمده بألفي بعير منه ومن القبائل المحيطة بالجبل خاصة شمر وعنزة، ومن الملاحظ أن أكثر من 3/4 هذا العدد وصل إلى الباشا أو ممثليه على دفعات مابين 12 ذي القعدة 1253هـ و15 محرم 1254هـ / (6 فبراير - 9 أبريل 1838) وأرسلت بعضها من عبيد بن رشيد وأخرى من زعماء قبائل مثل خالد بن مجلاد شيخ الدهامشة، وقدم ابن رشيد 700 من الجمال و200 مطية لاستخدامها في إعادة القوات المصرية إلى بلادهم، وقدم حوالي 125 إردبا زكاة عن الغلال المشتراة من الجبل التي تساوي 25 ألف إردب. وقد استعجل ابن رشيد على توفير الإبل بأقصى سرعة للتخلص من وجود خورشيد وقواته في نجد حتى يخلو له الجو. وبالمقابل صرفت له الحكومة المصرية راتبًا شهريًا وقدره 500 قرش في 24 ربيع ثاني 1254هـ/16 يوليو 1838م. وبالنهاية تمكن عبدالله بن علي الرشيد في ظروف سياسية صعبة من أن يحكم في حائل ويؤسس إمارة خاصة بإسرته في جبل شمر. بعد ان أرسى علاقات وثيقة مع الرياض ومع الدولة المصرية، وبدأ بتثبيت أركان إمارته، فتوسع على حساب المناطق المجاورة لها شرقًا وشمالًا. وامتدت سيطرته على قبائل حرب في الصحراء الغربية وبقية القبائل الأخرى على طول الحدود مع الحجاز. وعلى الرغم من ذلك كله، فقد كان له خصوم كثر من الذين نجوا من آل علي أسرة سلفه صالح بن علي ومن فخذ الجعفر الذين مافتئوا يشتكون من ظلمه وظلم أخيه عبيد وقساوتهما.

### السيطرة على الجوف
لم يكن غريبًا أو مستبعدًا أن يمتد نظر الأمير عبد الله إلى منطقة الجوف بعد أن استتبت له الأمور في جبل شمر. ومما شجعه على غزوها هو ارتباط المنطقة إداريا بإمارة حائل قبل حكمه بزمن غير بعيد، بالإضافة إلى المشاكل الداخلية لتلك البلدة، فأرسل إليها أخاه عبيد بن رشيد ومعه حوالي 3000 رجل سنة 1254هـ/1838م. وتمكن عبيد من فرض سيطرته على منطقة الجوف، وإن اكتفى من أهلها دفع الزكاة دون أن يكون له ممثل مقيم فيها أو يترك فيها قوات عسكرية، ومعنى ذلك ان نفوذه في تلك المنطقة لم يكن قويًا، وبدا أن نفوذه في تيماء كان مشابها لنفوذه في الجوف، حيث كان سكان تيماء يدفعون الزكاة إلى أمير الجبل، وأنهم كانوا يذهبون إليه في حائل ليحكم بينهم في القضايا المهمة.

### نزاعه مع القصيم
ظهرت القصيم مشكلة عند ابن رشيد، فبعد أن وفد على خورشيد باشا في سنة 1254هـ/1838م، أعطاه الباشا وكساه وأكرمه. فلما رحل من عنده نزل في البصيري، حاول أن ينال من أحد زعماء آل علي الذين لجئوا إلى البلدة، فأرسل رجالا على ثلاث ركايب إلى بريدة، فدخلوا وقرعوا عليه الباب، فخرج عليهم فأمسكوه، فصاح ابن له صغير ففزع إليه أهل البلد فقتلوا منهم رجلين وأخذوا ركائبهم وأمسكوا منهم رجلا، فأخبرهم بالأمر والموضع الذي فيه ابن رشيد. فأمر عبد العزيز أمير بريدة أهل بلده، فنهضوا إليه بين المغرب والعشاء، فوجدوه في غفلة ومعه أهل 45 مطية والكثير من اللباس والسلاح والركايب النجيبة، فبغتوهم وأخذوهم وما معهم وقتلوا منهم 6 رجال وهرب عبد الله على ظهر فرسه إلى الباشا الذي كساه وعوضه ثم رجع إلى بلده. وقد رد ابن رشيد على ذلك فأخذ إبلا لأهل بريدة. وفي منتصف 1256هـ/ 1840م قدم ابن رشيد من حائل إلى الأمير خالد بن سعود في شقرا ومعه أكثر من مئتين فارس من أهل الجبل، وسار معه إلى الرياض. ثم قدم عليه في الرياض أمير بريدة عبد العزيز بن محمد، فجرى بينهما نزاع وجدال بسبب تلك الحادثة ومن هو البادئ، وبعدها ارتحل كل من ابن رشيد والعليان إلى بلديهما وفي كل واحد منهما على الآخر من الغضب مافيها. وبعد عودتهما أغار غازي ابن ضبيان من قبيلة عنزة على ابن طوالة من شمر في أرض الجبل سنة 1257هـ/1841م، فأخذ إبلًا وأغنامًا لأهل حائل، وكان ابن ضبيان هذا من حلفاء بريدة، فأغار عبدالله بن رشيد رئيس الجبل على غازي فأخذ منه إبلًا كثيرةً، فغضب لهم عبد العزيز العليان أمير بريدة؛ لأن أهل القصيم اتفقوا فيما بينهم لمحاربة كلِّ من يقصدهم بعداوة مهما كان.

#### معركة بقعاء
نادى أميري بريدة وعنيزة ومعهم قبيلة عنزة في حرب ابن رشيد، فاجتمعوا في بقعاء وعددهم نحو 600 مطية، فأغاروا على وجعان الراس من شيوخ شمر فأخذوا منه أموالًا كثيرة من الإبل والغنم والأثاث، فأشار أمير عنيزة لعبد العزيز العليان: دعنا نرجع؛ فهذا العز والنصر، فأقسم ألا يرجع حتى يقاتل ابن رشيد في حائل، فتجهزا بجنودٍ كثيرة من عنيزة وبريدة وجميع بلدان القصيم فساروا إلى الجبل واجتمعوا على موضعِ ماء يسمى (بقعاء) شمال شرق حائل، ونزلت عنزة على ماء ساعد قريبا منهم.
عندها قسّم عبد الله بن رشيد جيشه من شمر وحرب وأهل الجبل إلى قسمين. وجه أحدهما بقيادة أخوه عبيد نحو الدهامشة من عنزة، واستعد القسم الا‌خر بقيادته لملاقاة أهل القصيم. اما عبيد فشن غارته على الدهامشة قبل الفجر فحصل قتال عظيم بينهم واشتد بعد طلوع الشمس، ويحيى وعبد العزيز ومعهم أهل القصيم ينتظرون غارة عليهم في بقعاء إلى طلوع الشمس، فلما لم يأتهم أحدٌ والقتال راكد على أصحابهم اتجه يحيى بن سليم بالخفيف من رجالِ وأهل الشجاعة على أرجُلِهم نحو الدهامشة لمساعدتهم، وكان عبدالله ابن رشيد يرقبهم فلما اقتربوا منه انقض عليهم ومعه جنوده من شمر وحرب، وقد كان عبيد في تلك اللحظة قد هزم الدهامشة وأخذ منهم الإبل والأغنام، واتجه بعدها إلى أخيه عبد الله لملاقاة أهل عنيزة. فلما رأى أمير بريدة ذلك تراجع هو ورجاله وركب ركابهم وركاب أهل عنيزة وانهزموا دون قتال، وتركوا يحيى بن سليم ومن معه في مكانِهم لا ماء معهم ولا رِكابَ، فوقع القتال بين يحيى وابن رشيد إلى قريب الظهر إلى أن عطشوا وانهزموا وقد قتل ابن سليم في تلك المعركة. بعد تلك المعركة أصبح لحائل دور واضح في التأثير على مجريات الأحداث في نجد، وخاصة بعد عودة فيصل بن تركي من الأسر في مصر.

## تحت حكم آل سعود

### عودة فيصل بن تركي
مع بداية سنة 1259هـ/1843م تمكن الأمير فيصل بن تركي من الهروب من سجنه في مصر، فسار ومن معه حتى وصلوا جبل شمر، فأرسلوا إلى عبد الله بن رشيد يخبرونه بمجيئهم فاستقبلهم بالترحيب والإكرام وتعهد لهم بالمال والرجال والقتال معهم لاسترجاع ملك فيصل من عبد الله بن ثنيان. وقد تمكن الإمام فيصل في النهاية من أسر عبد الله بن ثنيان وحبسه واستلم حكم البلاد من بعده، وقد مات ابن ثنيان في المحبس في جمادى الآخرة.
كانت العلاقة بين آل رشيد وآل سعود قائمة على أسس قوية وثابتة، واختلفت العلاقة بين عبد الله بن رشيد وفيصل بن تركي عن أية علاقة أخرى بين فيصل وأي من حكام الأقاليم، حيث جمعت بين مشاعر الود والصداقة التي يكن كل منهما للآخر وبين الشعور بأن كلا منهما قد خدم صاحبه خدمة جليلة، فقد لقي عبد الله من الإمام تركي والد فيصل ترحيبًا كان مؤهلا له، ولقي من فيصل أيضا إثناء حياة أبيه صداقة ومكانة كان جديرًا بهما. وقد توثقت هذه العلاقة بالمصاهرة بين الأسرتين، فقد تزوج عبد الله بن فيصل بن تركي من نورة بنت عبد الله آل رشيد، ثم من ابنة عمها طريفة العبيد الرشيد، ولما توفي عنها، تزوجها شقيقه محمد بن فيصل بن تركي. وكذلك فقد تزوج عبد الله بالجوهرة أخت فيصل بن تركي، وتزوج ابنه طلال من الجوهرة بنت فيصل.
ومع هذا فلم تكن حكومة ابن رشيد تتبع الرياض تبعية مباشرة بل كانت التبعية شكلية وإسمية، فقد اعتبر عبد الله نفسه تابعًا لفيصل، ولكنه احتفظ باستقلالية واسعة، والدليل أن مصادر تلك الفترة لم تذكر أن زكاة جبل شمر كانت تذهب إلى خزينة الرياض. فذكر بلجريف أن عبد الله كان يدفع سنويًا خلال فترة حكمه مبلغًا من المال فسر بأنه هدايا. وقال الرحالة داوتي عن مسألة الزكاة تلك:«كان يأخذ الزكاة من القبائل والقرى التابعة له ولا يبعث شيئا منها إلى الرياض» وذكر سالدانيا أن «مايؤديه طلال لم يكن زكاة، إنما كان ذلك الأمير يسير سنويًا إلى الرياض بهدايا من الخيل العتاق». وسبب ذلك أن الدولة السعودية لم يعد لديها هواجس أو خوف من جانب إمارة الجبل رغم توسعها.

### معركة الجوي
في 5 رمضان 1261هـ/سبتمبر 1845م جرت معركة الجوي بين ابن رشيد وأهالي عنيزة. وسببها أن عبد الله بن سليمان بن زامل أمير عنيزة أخذ إبلًا لإبن رشيد، فطلب من أن يعيدها إليه ولكنه أبى. فاشتكى عبد الله بن رشيد الأمر إلى الإمام فيصل. فأرسل إليهم رجلين من خاصة رجاله، ولكنهم بدأوا معهما بالمماطلة. وهنا قرر عبد الله التصرف بنفسه لحل الموضوع، فأرسل أخاه عبيدًا في 250 مطية و50 من الخيل، فأغار قسم على غنم أهل عنيزة، بينما كمن القسم الآخر من الفرسان. فخف إليه أهلها فحصل بينهما قتال. وعندئذ خرج كمين ابن رشيد فانهزم أهل عنيزة وقتل منهم رجال. وقد تعرف عبيد على أمير البلدة وإخوانه وبني عمه فقتلهم صبرًا، وبعث بعض الأسرى إلى أخيه عبد الله في الجبل. فركب إلى هناك عبد العزيز بن الشيخ عبد الله أبا بطين لإطلاق سراحهم، وكرامة له أطلق الأمير عبد الله سراحهم وكساهم.
وللدفاع عن نفسه أرسل ابن رشيد أخاه عبيد إلى الإمام فيصل ليشرح له الأمر خوفًا من إثارة غضبه، ذلك أن مندوبا الإمام لا يزالان في القصيم لحل الموضوع بالطرق السلمية، وقد أنحى ابن رشيد اللائمة على خصومه، وأشار بأنهم هم المعتدون خاصة بأنهم لم يستجيبوا لندائه لحل تلك المشكلة. فاقتنع الإمام فيصل بما ذكره ابن رشيد. وفي الواقع أن تلك المشكلة قد انهت المشاكل بين جبل شمر والقصيم لفترة طويلة. ومن المرجح أن الكهفة أضحت الحد الفاصل بين حدود الأمير عبد الله وزعماء القصيم. وقد اتخذت العلاقات بين جبل شمر والقصيم في الفترة التي تلت حكم عبد الله بن رشيد عهدًا جديدًا أقرب مايكون إلى المهادنة، فلم تشهد منازعات بل شهدت نوعًا من التقارب، حيث طلب أهل القصيم المساعدة من حائل ضد الحكومة المركزية في الرياض.

## المؤيدين والمعارضين لحكمه
أعلن فخذ الدغيرات تأييده لابن رشيد، حيث الصداقة قوية بين الأمير وبين الشيخ رثيع ابن سعيِّد الذي كفل ابنه طلال عند خروجه إلى العراق. وأيضا من المؤيدين لعبد الله عشيرة الرمال وشيخهم مصيخ بن فرحان الذي لجأ إليه عبد الله في جبة عندما دخلت القوات المصرية مدينة حائل. وأيضا أيد فخذ اليحيا من عبدة مع الشيخ صنيدح الجبرين الذي عده الرحالة غورماني شيخًا لبطن عبدة، ولعب الشيخ فنيطل الوجعان -من شيوخ الفايد ومن المقربين للأمير عبد الله الرشيد- دورًا مهمًا في دعم الإمارة في البادية، فأقنع مقحم التمياط شيخ التومان بالعدول عن التصادم مع الإمارة، وجرى انهاء الخلاف بعد جمعه مع عبد الله بن رشيد في مخيمه الربيعي بالقرب من قرية السبعان جنوب شرق حائل بحضور عبيد بن رشيد. أما أشهر من عارض حكم عبد الله بن رشيد فكان نعيس الطوالة شيخ فخذ الأسلم وقد بتر رجله عبيد بن رشيد، وصحن بن حمد آل علي شيخ فخذ عبدة، وكانت هناك مواجهات بين ابن رشيد والمعارضة، وقد طالب عبيد من نعيس أن يسلمه عيسى آل علي بعد فراره من حائل ولجوءه إلى ابن طوالة، فرفض نعيس تسليمه. وعندما علم الأمير عبد الله بمحاولات أخيه القبض على عيسى وهو في طريق عودته إلى حائل، خشي من تصعيد الأوضاع مع قبيلته، فهو بحاجة إلى مؤيدين ولا يريد زيادة مساحة الخلاف مع قبيلته، ولا يريد مشاكل مع الحملة المصرية التي تعد عيسى تابعًا لها، وقتله يعني عدم احترام لتلك القوات، فأرسل إلى أخيه أن يعود سريعًا وأن يترك أمر عيسى. فاستطاع عيسى بفضل الأسلم وشيخهم نعيس بن الطوالة ان يصل إلى القائد المصري خورشيد باشا الذي عينه بعدها في بيت المال في الأحساء سنة 1255هـ/1839م، وقد توفي عيسى آخر تلك السنة. وقد التفت المعارضة مع عبد الله بن رشيد وساندته عندما جرت معركة بقعاء سنة 1257هـ/1841م ضد قوات القصيم التي أرادت غزو حائل.

## إدارة الحكم
في بداية أمرها اعتمد طبيعة الحكم القبلي في إمارة حائل على أسرة الحاكم وهم آل رشيد، وبعد التطور والتوسع السياسي اعتمدت المنظومة الحاكمة على أهم أهل حيين في العاصمة وهما أهل لبدة وأهل مغيضة، وهما الأعرق نسبا في الإمارة. وقد التزم الأمير عبد الله والأمراء من بعده بمشورة ونصح وجهاء الإمارة ومراجعتهم في اتخاذ بعض القرارات المتعلقة بمستقبل ومصير الإمارة.

### المقاطعات
اتخذت إدارة المقاطعات الخاضعة لحكم عبدالله شكلين وهما إعلان التبعية ودفع الجزية بوجود حكام عينهم الأمير، ويكونون إما من رجاله من حائل أو من أهل البلاد التابعة له. فعندما خضعت الجوف له سنة 1234هـ/1838م اكتفى بدفع أهلها الجزية له ولم يعين ممثلا مقيمًا، ولكنه ألحقها إداريا بالإمارة، بحيث كان لكل حي بالجوف شيخه الذي يحكم بالنزاعات الصغيرة، أما النزاعات الكبيرة فكانت تعرض على ابن رشيد شخصيًا، ويقوم هو بدوره بدعوة المتنازعين إلى عاصمته لمناقشة أسباب النزاع علنًا بحضور القاضي ليبت في القضية. واعتبرت عقدة من أملاك الأمير وتتبع له مباشرة وفيها أملاك خاصة للأسرة، أما قفار فكانت ترابط بها حامية من الإمارة، حيث قبل أهلها تأدية الزكاة للأمير في حائل وأقسموا له يمين الطاعة.

### جيشه
لم يكن لدى الأمير عبد الله جيش منظم عند تأسيسه إمارة حائل، بل كانت نواة القوة النظامية في جيش ابن رشيد هي من العبيد وعددهم وصل إلى 400، ثم انضم إليهم جنود مصريين ممن ترك خدمة الجيش المصري في المنطقة بعد خروجه وعددهم بحدود 200 جندي، وهم من ذوي الخبرات العسكرية ومدربون في الجيش المصري. وهذا التنظيم يعتبر من الدرجة الثانية اجتماعيًا لأنهم يفتقدون المكانة الاجتماعية المرموقة، لهذا فهم يعتمدون كليًا على الأمير. وقد اتخذ ابن رشيد من تلك القوة حرسًا له وتنفذ أهدافه وأوامره وأحكامه ومعاقبة من لا يمتثل بالقانون. وبالإضافة إلى تلك القوة النظامية فقد اعتمد عبد الله بن رشيد على قوة الحضر والبدو من سكان حائل، وقيل أنه عول على الحضر أكثر من البدو في حروبه لتفوق الحضر على إخوانهم البدو في استخدام السلاح وعدم تغيير ولائهم، لهذا جعل من البدو قوة احتياطية لم يعتمد عليهم في معاركه إلا قليلًا، ولكنه استخدمهم في دحض قوة القرى والمدن وقت الحاجة. وعندما يقرر الأمير غزو قبيلة ما يدعو إليه أولا أبناء القرى فردًا فردًا، وهم مضطرون في غالب الأحيان للانضمام إليه. ويستخدمون خيولهم وجمالهم والمؤن والذخائر التي يمتلكونها، وهم القوة الأساسية في جيش ابن رشيد، ثم يدعو الأمير بعدهم البدو للتجمع في زمان ومكان يحدده لهم كي يشتركوا في الغزوة، وبعد انتهاء المعركة ينال كل من اشترك فيها ما يقرره الأمير له من مال أو غنائم.

## موارده المالية
كانت مصادر دخل إمارة عبد الله بن رشيد متعددة، منها ما كان آنيا مثل استيلائه على أموال خصومه وخاصة آل علي فور انتصاره عليهم واستقراره بالحكم. ومنها ما كان مستمرًا طوال حياته مثل غنائم الغزوات وضريبة القوافل وجباية الزكاة التي هي أهم موارده. فقد كانت الثروة الحيوانية لدى القبائل والمنتجات الزراعية عند الحضر أهم مصادر الزكاة، فكلما تمدد نفوذ عبد الله كلما تضخم هذا المصدر. وتجمع الزاكة حسب التنظيم الإداري عن طريق لجنة مكونة من خمسة أشخاص من نفس المنطقة، أما في حائل فيقوم بها أعوان الأمير.
ومع ذلك فإن كانت مصادر دخله كبيرة، فإن وجوه انفاقه كانت متعددة. مثل الإنفاق على شؤونه الخاصة مثل أسرته وحرسه وخيله، ومنها الانفاق على الضيافة، فقد ذكر فالين ان لدى عبد الله حوالي مئتي ضيف من مختلف بلاد العرب، بالإضافة إلى الهدايا إلى الزعماء والوافدين إليه. إلا أن سياسته المالية كانت حكيمة، بحيث أن مصاريفه لم تتعد دخله. وذكرت آن بلنت انه ترك دارًا مملوءة فضة، وسواءًا ماذكرته كان صحيحًا أم لأ فإن من المرجح أنه مات غنيًا لأن مصادر دخله كانت أعظم من وجوه إنفاقه المحدودة.

### حماية قوافل الحج الفارسي
كانت مسألة نقل الحجاج الفرس من الأولويات التي حرص عليها عبد الله بعد استقرار الأمور في إمارته، فقافلة الحجاج العراقيين والفرس هي القافلة المهمة الوحيدة التي تمر بحائل، بعد ان تنطلق من النجف، فتستريح في حائل يومًا أو يومين، وكانت في السابق تستريح في فيد، ثم ترحل متجهة نحو المدينة ومكة، وفالطريق سهل وفيه مياه غزيرة. وقد أراد الأمير عبد الله أن تأخذ مسألة نقل الحجاج الفرس طابعا رسميًا، فقام سنة 1260هـ/1843م بالاتفاق مع حاكم خراسان «محمد ولي ميرزا القاجاري» في مدينة النجف على السماح بمرور قافلة الحج الفارسية عبر طريق الحج العراقي، وتكون القافلة تحت حماية إمارة جبل شمر، ويتولى قيادتها شخص يكون قادرًا على تأمين الحماية للقافلة من النجف إلى مكة مقابل رسوم يتفق عليها الطرفان. وليس من المؤكد معرفة نسبة دخل عبد الله بن رشيد من ضرائب قوافل الحج والتجارة في بلاده إلى مجموع دخله، وقد قدرت آن بلنت دخل ابنه محمد من تلك الضرائب بربع دخله العام، لذا فقد قدر عبد الله الصالح العثيمين في كتابه «نشأة إمارة آل رشيد» بأن النسبة لم تتغير كثيرًا، أي حوالي ربع دخله العام.

## وفاته
كانت بين عبد الله بن رشيد وبين عنزة محاربات قديمة، وأوقع بهم عدة وقائع وأخذ منهم أموالا من الخيل والإبل والغنم وغير ذلك، ثم سمع أنهم أتوا نجدًا بعدما كانوا في نقرة الشام، فأرسل أمير الجبل إلى الإمام فيصل في محرم 1263هـ/نوفمبر 1846م يطلب منه النصرة، فأرسل إليه الإمام دعمًا له، ولكن بلغه أن ابن رشيد قد أغار على عدوه وقضى وطره
فعاد الدعم أدراجه وكانت تلك آخر غارة له، حيث توفي في جمادي الأولى سنة 1263هـ/أبريل 1847م.

## أبناؤه
- من سلمى آل علي :

1. متعب الأول وبه يكنى. توفي صغيرا.
2. محمد (حكم حائل بين 1873 - 1897)
3. نورة وتزوجها الإمام عبد الله بن فيصل

- من منيرة الجبر :

1. طلال (حكم حائل بين 1847 - 1867)
2. متعب (حكم حائل بين 1867 - 1869)
3. هيا ورثعة. وتزوج رثعة أحد أحفاد جبر بن رشيد وأنجبت له ابن إسمه علي الجبر.[106]

## الملاحظات
1. ↑  يمكن الرجوع إلى كتاب طلال بن عبد الله الرشيد حيث تفاصيل الوقائع بين قبيلتي عنزة وشمر حول مراعي جبل شمر.[21]
2. ↑  من تلك المجموعة: زامل السبهان وزيد العتيق وملاقي المسطحي وحسين القويعي وعقيل القبالي وزيد الخشيم وحمود العقلا وزيد العيد.[30]
3. ↑  بني عقيل أو العقيلات جنود من مدن نجد والقصيم، والتي تعد من الأماكن المفضلة لتجنيد الرجال، وهم مشهورون بأمانتهم لمن يستأجرهم ليكونوا محاربين أو أدلاء للقوافل، وقد استخدمهم ولاة بغداد للدفاع عن يغداد حيث كانوا يقيمون في إحدى ضواحي بغداد وتسمى «قشار قلعةسي» أو قلعة الطيور. وقد كانت لهم امتيازات مادية مقابل خدماتهم العسكرية.[34]
4. ↑  هو سويد بن علي الدوسري، أمير جلاجل، اشتهر براعي الصرخة، والصرخة هو سيفه.[40]، وربما هناك ارتباط بين سيفه وبين السيف الذي استولى عليه عبد الله بن رشيد من الوالي داود باشا عند سقوط حكمه، والمسمى أيضا بالصرخة.
5. ↑  ذكر عبد الله العثيمين في كتابه نشأة إمارة آل رشيد نقلا عن مخطوطة لمقبل الذكير أن يحيى بن سليمان السليم هو الذي أنذره، ويبدو أن ذلك كان صحيحًا، فقد أشار ابن بشر في حديثه عن معركة بقعاء سنة 1257هـ/1841م أن أحد رجال شمر أعطى يحيى فرسًا ليهرب عليها، فقال له يحيى:«دلني على عبد الله وأنت صاحب إحسان» وكانت بينه وبين عبد الله صحبة قديمة فأوصله إياه، وجلس عنده وقال له:لا بأس عليك.[57][58]
6. ↑  وجعان الراس لقب لسعد بن مسلط بن فهاد شيخ الفايد من شمر، ولقب بذلك لن رأسه أوجعه ذات مرة، فلم يشف من الصداع سوى القتال، وله ذرية يسمون الوجعان. راجع مجلة المختلف، نوفمبر 2000[76]
7. ↑  اختلف في عدد قتلى عنيزة، فذكر ابن بشر «أنه قتل منهم رجالا» أي ليس بالكثير،[86] ووافقه البسام وابن عيسى والذكير. أما الفاخري المعاصر لتلك الواقعة فقال: «أن القتلى كانوا حوالي ثلاثين رجلا»[87]
8. ↑  كانت تلك العادة سارية في كثير من البلدان، مثل لبنان في العهدين المعني والشهابي لقاء حماية الناس[97]